# Astochia bromleyi
Astochia bromleyi är en tvåvingeart som beskrevs av Joseph och Parui 1985. Astochia bromleyi ingår i släktet Astochia och familjen rovflugor. Inga underarter finns listade i Catalogue of Life.